# آلفرتون
آلفرتون (به انگلیسی: Alfreton) یک شهرک در بریتانیا است که در انگلستان واقع شده‌است.

## خصوصیات
آلفرتون ۲۲٬۳۰۲ نفر جمعیت دارد.